# Tour de Castel Marino
La tour de Castel Marino (en italien ; Torre di Castel Marino) est une fortification côtière située  dans la partie sud de la commune de Grosseto, au cœur du parc naturel de la Maremme, accessible par l'itinéraire A2. La tour est située sur une colline surplombant la pinède de Granducale et une longue bande côtière allant de Cala di Forno à l'embouchure de la rivière Ombrone, la vue s'élargissant considérablement par temps clair. Par rapport à la tour de Collelungo voisine, la fortification est située sur une colline plus élevée.

## Histoire

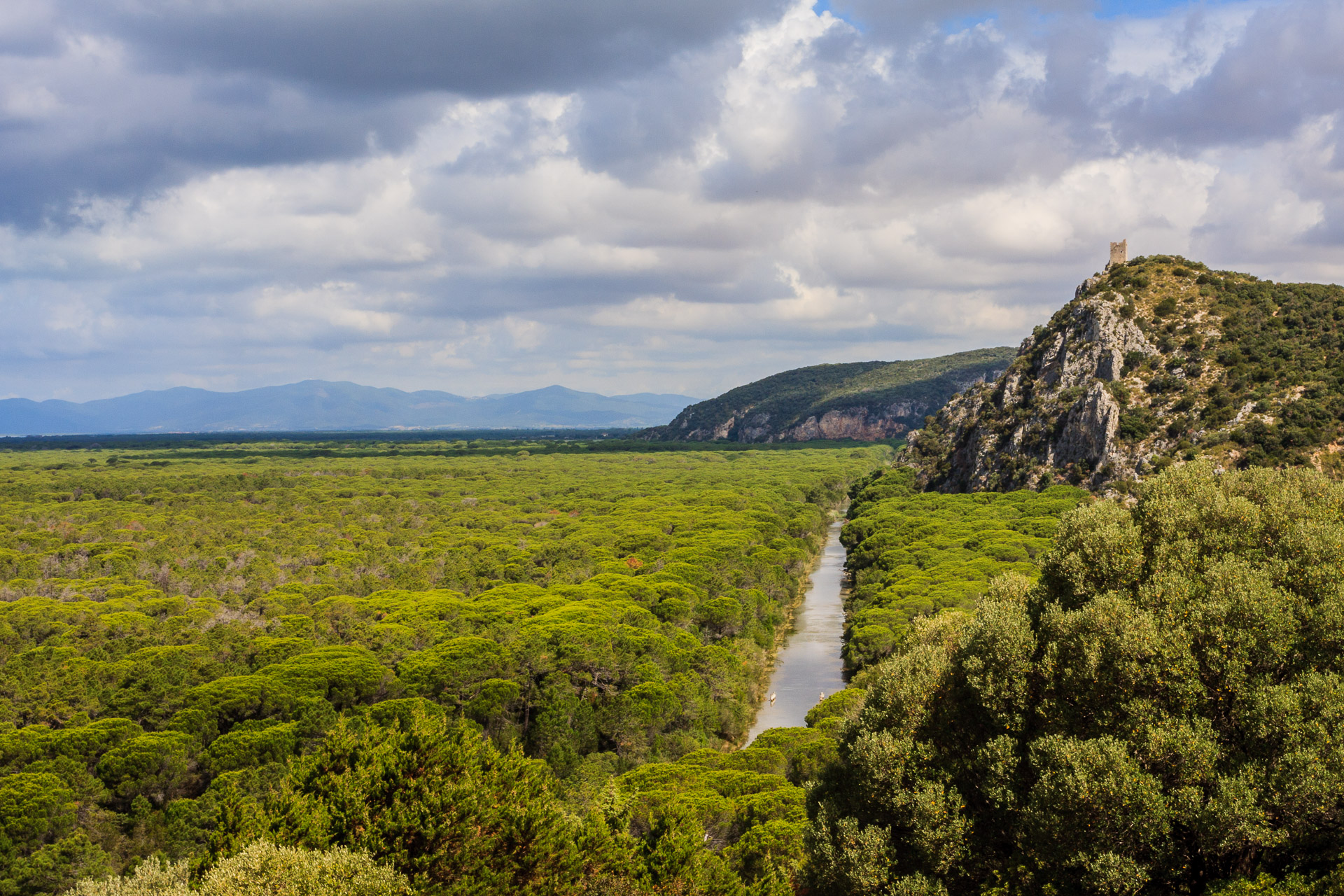
Tour de Castel Marino

Construite au Moyen Âge par les Aldobrandeschi comme point de vue le long de la côte au sud de la ville de Grosseto, la tour était au centre de la division des biens de la famille au moment de la division des territoires entre le comté de Soana et le comté de Santa Fiora.
Au cours du XVIe siècle, la structure a commencé à perdre de son importance, à la suite de la construction de la tour de Collelungo à proximité, où se sont déplacées toutes les sentinelles chargées de la surveillance du littoral.
Le lent et inexorable déclin s'est concrétisé avec les effondrements partiels survenus au cours du XVIIIe siècle, qui ont entraîné la ruine de l'ancienne tour. Au cours des dernières décennies du siècle dernier, une série de restaurations a permis de sauver ce qui restait de la fortification médiévale d'origine, la sauvant ainsi de nouvelles situations de dégradation.

## Description
La tour de Castel Marino se présente actuellement sous la forme d'une ruine, presque démolie sur deux côtés. Sa base est caractérisée par sa forme pyramidale tronquée, au-dessus de laquelle la section devient carrée. La bâtisse, recouverte de pierre, présente une série d'ouvertures qui témoignent, sur la façade sud, de l'ancienne entrée qui devait être précédée d'un escalier. La partie supérieure est dépourvue de couronnement.